# Sint-Philippus Nerikerk
De Sint-Philippus Nerikerk (Frans: Église Saint-Philippe Néri) is een voormalige parochiekerk en voormalige schoolkapel in de Belgische gemeente Elsene in het Brussels Hoofdstedelijk Gewest. De kerk staat aan de Boondaalsesteenweg 220.
De kerk was gewijd aan de heilige Filippus Neri.

## Geschiedenis
In 1902 richtte men de parochie Saint Philippe Néri op. In 1903 werd op de hoek van Kongolaan met de Wedrennenlaan een kerk gebouwd.
In 1909-1911 werd het Institut St.-Philippe Néri opgericht door de parochie en werd er een schoolcomplex gebouwd naar het ontwerp van architect René Théry.
In 1911 werd er ook een kerkgebouw op het schoolterrein gebouwd eveneens naar het ontwerp van architect René Théry.
In 1921 werden de parochies Saint Philippe Néri en Ter Kameren samengevoegd en ging men de Onze-Lieve-Vrouw Ter Kamerenkerk gebruiken als parochiekerk.
In de jaren 1980 ging Institut St.-Philippe Néri op in het nabijgelegen Institut Saint André.

## Gebouw
Het bakstenen kerkgebouw is opgetrokken in een sobere eclectische stijl en bestaat uit een eenbeukig schip met vijf traveeën. Het gebouw wordt gedekt door een deels afgewolfd zadeldak van leien. De zijgevels zijn voorzien van een uitsprong onder lessenaarsdaken. De oorspronkelijk geplande toren werd nooit gebouwd.